# 李瑢 (成化進士)
李瑢（1439年—？），字廷章，江西吉安府安福縣人，明朝政治人物。進士出身。

## 生平
江西鄉試第八十二名。成化二年（1466年）丙戌科會試第二百七十七名，殿試登進士第二甲第五十四名。

## 家族
曾祖父李伯魁，贈右侍郎。祖父李遵武，贈右侍郎。父亲李紹，曾任禮部右侍郎。